# دراسة للتاريخ (كتاب)
كتاب دراسة للتاريخ (بالإنجليزية: A Study of History )‏ أو كما صدر عن الهيئة المصرية للكتاب مختصر دراسة التاريخ هو كتاب موسوعي تاريخي من تأليف الفيلسوف والمؤرخ أرنولد توينبي، يتكون من أحد عشر جزئا يتحدث فيه عن قصة جميع الحضارات البشرية منذ بدايتها وحتى القرن التاسع عشر يتسم العمل بالموضوعية والاعتماد على منهج علمي واضح، الترجمة الأولى للعربية أصدرها عالم الآثار العراقي الدكتور طه باقر.
تٌعتبر الترجمة الصادرة عن الهيئة العامة المصرية للكتاب مختصراً للعمل الضخم المكون من إثنا عشر جزءً حيث ترجمه محمد فؤاد شبل في أربع أجزاء فقط.
نُشر العمل لأول مرّة عام 1934 وأُعيد نشره للمرة الثانية في عام 1961 فقد حظي باهتمام شعبي هائل ورغم الرواج الكبير إلاّ أنّ المؤرخ البريطاني ريتشارد ج. إيفانز وصف اختفاء الرواج هذا الكتاب بسبب الغموض المُحيط بالعمل؛ كان هدف توينبي تتبع تعسة عشر حضارة عرفتها البشرية بتطبيق نمذج على كل هذه الحضارات وتوضيح المراحل التي مرّت خلالها بالتفصيل بدايةً من التكوين ثم النمو فمرحلة الاضطرابات ثم الحالة العالمية المُحيطة بالحضارة قبل الوصول إلى المرحلة الأخيرة وهي التفكك والانهيار.
الحضارات التسعة عشر الرئيسية كما يراها توينبي هي: المصرية، والأنديز، والصينية، والمينوسية، والسومرية، والمايا، والهندية، والحثية، واليونانية، والغربية، والمسيحية الأرثوذكسية (روسيا)، والشرق الأقصى، والمسيحيون الأرثوذكس (الجسم الرئيسي)، والفارسية، العربية، والهندوسية، والمكسيكية، واليوكاتية، والبابلية. إضافة لأربع «حضارات فاشلة» وهي المسيحية غربية أو أقصى الغرب والمسيحية شرقية الفاشلة وإسكندنافي فاشلة وسريانية فاشلة) وخمس «حضارات موقوفة» (بولينيزية، إسكيمو، بدوي، عثماني، إسبرطي) وبذلك يكون العدد الإجمالي للحضارت التي درسها ثمان وعشرون حضارة.

## محتويات الكتاب
يحتوي العمل المؤلف من اثنا عشر مُجلداً على أكثر من ثلاثة ملايين كلمة وحوالي سبعة آلاف صفحة إضافةً لما يُقارب الأربعمئة صفحة للمؤشرات الحضارية.
- نشر كتاب دراسة التاريخ:[3]
  - المجلد الأول: مقدمة: جينات الحضارات، الجزء الأول (مطبعة جامعة أكسفورد، 1934)
  - المجلد الثاني: جينات الحضارات، الجزء الثاني (مطبعة جامعة أكسفورد، 1934)
  - المجلد الثالث: نمو الحضارات (مطبعة جامعة أكسفورد، 1934)
  - المجلد الرابع: انهيار الحضارات (مطبعة جامعة أكسفورد، 1939)
  - المجلد الخامس: تفكك الحضارات، الجزء الأول (مطبعة جامعة أكسفورد، 1939)
  - المجلد السادس: تفكك الحضارات، الجزء الثاني (مطبعة جامعة أكسفورد، 1939)
  - المجلد السابع: الدول العالمية؛ الكنائس العالمية (مطبعة جامعة أكسفورد، 1954) [كمجلدين بغلاف ورقي]
  - المجلد الثامن: العصور البطولية؛ اتصالات بين الحضارات في الفضاء (لقاءات بين المعاصرين) (مطبعة جامعة أكسفورد، 1954)
  - المجلد التاسع: اتصالات بين الحضارات في الوقت المناسب (ولادات جديدة)؛ القانون والحرية في التاريخ؛ آفاق الحضارة الغربية (مطبعة جامعة أكسفورد، 1954)
  - المجلد العاشر: إلهام المؤرخين. ملاحظة على التسلسل الزمني (مطبعة جامعة أكسفورد، 1954)
  - المجلد الحادي عشر: الأطلس والمعجم التاريخي (مطبعة جامعة أكسفورد، 1959)
  - المجلد الثاني عشر: إعادة النظر (مطبعة جامعة أكسفورد، 1961)
- اختصارات من قبل ديفيد تشرشل سومرفيل [الإنجليزية]:
  - دراسة التاريخ: موجز للمجلدين من الأول إلى السادس، مع مقدمة كتبها توينبي (مطبعة جامعة أكسفورد، 1946)[4]
  - دراسة التاريخ: موجز للمجلدين السابع والعاشر (مطبعة جامعة أكسفورد، 1957)
  - دراسة التاريخ: موجز للمجلدين الأول والعاشر في مجلد واحد، مع مقدمة جديدة بقلم توينبي وجداول جديدة (مطبعة جامعة أكسفورد، 1960)

## تفسير التاريخ

### التكوين
ويُفسِّرُ تُوينبي نشوءَ الحضارات الأُولى، أو كما يُسمِّيها الحضارات المُنقطعة، من خلال نظريَّته الشهيرة الخاصَّة بـ«التحدِّي والاستجابة»، التي يعترفُ بأنَّه استلهمَها من عِلم النَفس السلوكيّ، وعلى وَجه الخصوص من كارل يونغ Carl Jung (1875–1961). ويقول هذا العالم إنَّ الفَرد الذي يتعرَّضُ لصدمةٍ قد يفقدُ توازُنَه لفترةٍ ما، ثمَّ قد يستجيبُ لها بنوعَين من الاستجابة: الأُولى النكوص إلى الماضي لاستعادته والتمسُّك به تعويضًا عن واقعه المُرّ، فيُصبح انطوائيًّا؛ والثانية، تقبُّل هذه الصدمة والاعتراف بها ثمَّ مُحاولة التغلُّب عليها، فيكون في هذه الحالة انبساطيًّا. فالحالة الأولى تُعتَبرُ استجابةً سلبيَّة، والثانية إيجابيَّة بالنسبة لعلم النفس. (لاحظْ أنَّ ذلك ينطبقُ على حالة العرب، فإنَّهم تعرَّضوا لصدمة الحضارة، فلجؤوا إلى النكوص إلى الماضي دفاعًا عن النفس).
كيف طبَّق تُوينبي هذه النظريَّة على نشوء الحضارات؟ يقول في تفسير ذلك إنَّ المجتمعات البدائيَّة لدى مُواجهتها تحدِّياتٍ بيئيَّة أو بشريَّة مُعيَّنة تستجيبُ استجاباتٍ مُختلفة، أي إنَّها تُواجه ذلك الحافزَ برُدودِ فِعلٍ تختلفُ من جماعةٍ إلى أُخرى، بعضها سلبيَّة وبعضها إيجابيَّة.
وعلى هذا المِنوال يُفسِّر ظهورَ الحضارات الأصليَّة الأُولى في كلٍّ من وادي الرافدين ووادي النيل، فيقول: كان السهل الأفروآسيويّ (أي جنوب شبه الجزيرة العربيَّة وشمال إفريقيا) يتمتَّع بجوٍّ مُعتدل ومَراعٍ شاسعة ومياهٍ غزيرة، خلال نهاية الفترة الجليديَّة الأخيرة، كما ذكرنا سابقا. وكانت الشراذمُ البشريَّة المُنتشرة فيه تعيشُ عيشةً راضية على الصَّيد والقَنص وجمع الثمار والبذور. ولكن حدثَ تغيُّرٌ مناخيّ تدريجيّ في الفترة المُعتدلة أو الدفيئة الأخيرة التي نعيشها الآن، الأمر الذي سبَّب انحباسَ الأمطار وانتشارَ التصحُّر وجفافَ الأنهر. (كما يحدث الآن وبشكلٍ مُستمرّ في بعض أجزاء إفريقيا الوُسطى حيث تمتدُّ الصحراء الكُبرى وتتَّسعُ باستمرار).
وهذا هو نَمطُ التحدِّي الذي واجهَته تلك المجتمعات، فاستجابت له بأساليبَ مُختلفة: إذْ تحوَّل بعضُها إلى قبائلَ رُحَّل تسعى وراءَ الكلإ والماء، وترعى أنعامَها التي تقتاتُ عليها. وانحدر الجزءُ الثاني إلى الجنوب نحو المناطق الاستوائيَّة المُشابهة للبيئة السابقة إلى حدٍّ بعيد، فظلَّ مُحافِظًا على نَمطِ مَعيشته البدائيَّة السابقة إلى يومنا هذا. ورحَل قسمٌ ثالث إلى دِلتا النيل، حيثُ وَاجه أحوالاً طوبوغرافيَّة جديدة تتمثَّلُ بوجود هذا النهر العظيم وتلك البيئة المُختلفة، فكافح عوائقها وسخَّرها لأغراضه، بعد أن اكتشف الزراعة، الأمر الذي أدَّى إلى إنشاء الحضارة المصريَّة الرائعة. كما إنَّ انتقالَ بعض الجماعات من شبه الجزيرة العربية إلى أهوار جنوب العراق والفرات الأسفل تمخَّض عن انبثاق حضارات ما بين النهرين، كما أسلفنا. وبعبارةٍ أُخرى فإنَّ هذه الجماعات قد استجابت إلى التحدِّي الطبيعيِّ بأساليبَ مُختلفة: منها بالبقاء في أرضها وتحوُّلها إلى قبائل بدويَّة، أي كانت استجابتُها سلبيَّة، ومنها بالرحيل إلى مناطقَ جديدة مُختلفة قريبة من الأنهار، حيث أسَّست تلك الحضارات الأُولى، أي كانت استجابتُها ديناميكيَّة حضاريَّة، تعتمد على الحركة أو الهجرة، ثم التغيير والتطوير والإبداع.

### النمو
أمَّا فيما يتعلَّق بنُموِّ الحضارة، فيُعيدها تُوينبي إلى الدافع الحيوي Elan Vital، وهي الطاقة الكامنة لدى الفَرد والمُجتمع التي تنطلق بغرض التحقيق الذاتيّ. ويعني ذلك كما يقول: “أنَّ الشخصيَّة النامية أو الحضارة تسعى إلى أن تصيرَ هي نفسُها بيئةَ نفسها، وتحدِّيًا لنفسها، ومجالَ عمل لنفسها. وبعبارةٍ أُخرى إنَّ مقياس النموّ هو التقدُّم في سبيل التحقيق الذاتيّ.” ويكون ذلك “عن طريق المُبدِعين من الأفراد، أو بواسطة الفئة القليلة من هؤلاء القادة المُلهَمين”، إذ تستجيبُ لهم الأكثريَّةُ عن طريق المُحاكاة الآليَّة mimesis التي تُمثِّلُ الطريقةَ الغالبة في عمليَّة الانقياد الاجتماعيّ. وتـقود هذه المُحاكاةُ في الجماعة البدائيَّة إلى حركةٍ سلفية تـنزعُ إلى مُحاكاةِ القُدَماء، بينما هي في المُجتمعات الحضاريَّة النامية حركةٌ تقدُّميَّة تُؤدِّي إلى مُحاكاة الطليعة الخلاَّقة.

### الانهييار والتفكك
لا ينظر توبيني إلى انهيار الحضارات على أنّه ناتجٌ عن فقدان السيطرة على البئة المادية أوأنّه ناتج عن فقدان السيطرة على البشرية أو الهجمات من الخارج بل يأتي من تدهو حال «الأقلية الإبداعية» التي تتوقف في النهاية عن الإبداع لتصبح فقط «أقليو مُهيمنة».
يجادل بأن الأقليات الإبداعية تتدهور بسبب عبادة «الذات السابقة»، والتي من خلالها يصبحون فخورين بما فعلو في الماضي بينما في الواقع يفشلون بشكل كافٍ في مواجهة التحدي التالي.

#### نتائج الإنهيار
يؤدي الانهيار النهائي إلى «أعمال الخلق الإيجابية»؛ تسعى الأقلية المهيمنة إلى إنشاء دولة عالمية للحفاظ على سلطتها ونفوذها، وتسعى البروليتاريا الداخلية إلى إنشاء كنيسة عالمية للحفاظ على قيمها الروحية ومعاييرها الثقافية.

##### دولة عالمية
يجادل بأن العلامة النهائية التي انهارت بها الحضارة هي عندما تشكل الأقلية المهيمنة «دولة عالمية»، والتي تخنق الإبداع السياسي داخل النظام الاجتماعي القائم. والمثال الكلاسيكي على ذلك هو الإمبراطورية الرومانية، على الرغم من ذكر العديد من الأنظمة الإمبراطورية الأخرى كأمثلة. يكتب توينبي:
أولاً، تحاول الأقلية المهيمنة أن تحتفظ بالقوة - ضد كل الحق والعقل - بمكانة امتياز موروث لم تعد تستحقه؛ ومن ثم ترد البروليتاريا الظلم بالاستياء والخوف بالكراهية والعنف بالعنف عندما تنفذ أفعال الانفصال. ومع ذلك، تنتهي الحركة كلها بأفعال خلق إيجابية - وهذا من جانب جميع الفاعلين في مأساة التفكك. والأقلية المهيمنة تخلق دولة عالمية، والبروليتاريا الداخلية كنيسة عالمية، والبروليتاريا الخارجية سرب من عصابات الحرب البربرية.

##### الكنيسة العالمية
طور توينبي مفهومه عن «البروليتاريا الداخلية» و«البروليتاريا الخارجية» لوصف مجموعات معارضة لديها اختلافات كبيرة داخل وخارج حدود الحضارة. هذه المجموعات تجد نفسها مقيدة بمصير الحضارة. خلال فترة تدهور الحضارة وتفككها تتعرض هذه المجموعات للحرمان أو الاغتراب بشكل متزايد وبالتالي تفقد إحساسها الفوري بالولاء أو الالتزام. ومع ذلك، فإن «البروليتاريا الداخلية» التي لا تثق بها الأقلية المهيمنة قد تشكل «كنيسة عالمية أو نوع من التدين العالمي» تنجو من زوال الحضارة وتختار الهياكل المفيدة مثل قوانين الزواج في وفي نفس الوقت تقوم بخلق نمطًا فلسفيًا أو دينيًا جديدًا للأقلية في المرحلة التاريخية.
قبل عملية التفكك تكون الأقلية المهيمنة قد أخضعت البروليتاريا الداخلية داخل حدود الحضارة مما يجعل هؤلاء المضطهدين يزدادون قهراً. أمّا البروليتاريا الخارجية التي تعيش خارج حدود الحضارة تكون فيحالةٍ من الفقر والفوضى. ثم بسبب الضغط الاجتماعي الناتج عن فشل الحضارة يزداد القهر وينمو الحسد بشكل كبير من الطبقات.
يجادل توينبي بأنه مع اضمحلال الحضارات يتكون «انقسام» داخل المجتمع في بيئة الانهيار مما يدفع الناس أو الطبقات التي عفا عليها الزمن لـِ (إضفاء المثالية على الماضي) ومن خلالها (إضفاء المثالية على المستقبل) إضافة لفصل أنفسهم عن الواقع (إزالة الذات من حقائق العالم المتعفن) والتعالي (مواجهة تحديات الحضارة المتعفنة برؤية جديدة على سبيل المثال، باتباع دين جديد). من بين أعضاء «البروليتاريا الداخلية» الذين يتجاوزون الانحلال الاجتماعي قد تنشأ «كنيسة». تحتوي مثل هذه الارتباطات على رؤى روحية جديدة أقوى وأمتن والتي قد تبدأ حولها حضارة لاحقة. يستخدم توينبي هنا كلمة «كنيسة» بمعنى عام، على سبيل المثال، للإشارة إلى رابطة روحية جماعية توجد في العبادة المشتركة أو الوحدة الموجودة في نظام اجتماعي متفق عليه.

### التنبؤات
يبقى أن نرى ما سيأتي من الحضارات الأربع المتبقية في القرن الحادي والعشرين: الحضارة الغربية، والمجتمع الإسلامي، والمجتمع الهندوسي، والشرق الأقصى. يجادل توينبي باحتمالين:
- قد يندمجون جميعًا مع الحضارة الغربية،
- أو أن الحضارة الغربية قد تطور «دولة عالمية» بعد «وقت الاضطرابات» ثم وتتلاشى وتموت.

## سقوط الحضارات
وعلى صعيد سقوط الحضارات يرى تُوينبي أنَّه يعودُ إلى ثلاثة أسباب:
1. – ضعف القوَّة الخلاَّقة في الأقلِّـيَّة المُوجِّهة وانقلابها إلى سلطةٍ تعسفية؛
2. – تخلِّي الأكثريَّة عن مُوالاة الأقلِّـيَّة الجديدة المُسيطرة وكفِّها عن مُحاكاتها؛
3. – الانشقاق وضياع الوحدة في كيان المُجتمع. 28

ما سبقَ كان لمحةً مُختصرة جدًّا عن تفسير تُوينبي لنشوء الحضارة وسقوطها.

## قائمة الحضارات
في الجدول الآتي حدد الكاتب ثلاث وعشرون حضارة غير مُتضمنة ما أسماه بالمجتمعات البدائية أو الحضارات الفاشلة وقد أعطى الكاتب خطاً مُميزاً للأديان العالمية إضافة لوضعه لترتيب زمني بين الجيل الثاني والثالث مثلما وضح في كتابه المُكون من مجلداتٍ عدّة.
| الجيل الأول                         | الجيل الثاني                                    | الأديان العالمية     | الجيل الثالث                                                               |
| حضارة مينوسية                       | الهيلينية (اليونانية والرومانية)                | المسيحين             | الكنيسة الغربية (الأرثوذكسية الروسية، الأرثوذكسية البيزنطية)               |
| حضارة مينوسية                       | الحضارة السرياينة (اسرائيل القديمة، فينيقيا...) | الإسلام              | إسلامية (في مراحل مبكرة مقسمة إلى حضارتين إيرانية وعربية، توحدتا فيما بعد) |
| شانغ                                | سينيك (اسرة هان)                                | الماهياننة (البوذية) | الحضارة الصينية (اليابانية-الكورية، الشرق الأقصى                           |
| اندز                                | اندز                                            | الهندوسية            | الهند                                                                      |
| مصر القديمة                         | مصر القديمة                                     | -                    | -                                                                          |
| السومرية                            | هيتيت، بابل                                     | -                    | -                                                                          |
| الأنديز، المايا، اليوكاتيك، المكسيك | الأنديز، المايا، اليوكاتيك، المكسيك             | -                    | -                                                                          |

## استقبال الكتاب في الأوساط التاريخية
توسع المؤرخ كارول كويجلي في فكرة توينبي عن الانهيار الحضاري في كتابه تطور الحضارات  الصادر بطبعتين في 1961 و1979). وجادل بأن التفكك المجتمعي ينطوي على تحول للأدوات الاجتماعية التي تم إنشاؤها لتلبية الاحتياجات الفعلية للمؤسسات والتي تخدم مصلحتهم على حساب الاحتياجات الاجتماعية.
جمعت عالم الاجتماع آشلي مونتاجو تسعةً وعشرين مقالاً مقالًا لمؤرخين آخرين لتشكيل ندوة حول دراسة توينبي للتاريخ ونُشرت باسم توينبي والتاريخ: مقالات ومراجعات نقدية يتضمن الكتاب ثلاثة من مقالات توينبي الخاصة: «ما أحاول فعله» (نُشر في الأصل في العدد 31 من العام 1955 في مجلة الشؤون الدولية) وكان الغرض من الكتاب دراسة اتخاذ الكتاب لشكله بعد الانتهاء من جميع المجلدات وتعليق مكتوب ردًا على بعض مقالات بقلم إدوارد فييس وبيتر جيل نُشرت أصلاً في مجلة تاريخ الأفكار [الإنجليزية] في المجلد 16 عام 1955.
من وجهة نظر ديفيد ويلكينسون فإن هناك وحدة أكبر من الحضارة مُستخدماً لإثبات ذلك الأفكار المُستمدة من نظرية الأنظمة العالمية، وفقاً لآرائه فمنذ 1500 قبل الميلاد على الأقل كان هناك اتصال قائم بين عدد من الحضارات المنفصلة سابقًا لتشكيل «حضارة مركزية» متفاعلة واحدة والتي توسعت لاحقاً لتشمل حضارات منفصلة مثل الهند والشرق الأقصى وأوروبا الغربية والأمريكتين لتُشكل في نهاية المطاف «نظام عالمي» واحد. لتشبه في بعض النواحي ما أسماه ويليام إتش ماكنيل «إغلاق المسكونية الأوراسي، 500 قبل الميلاد - 200 م».
بعد عام 1960 تلاشت أفكار توينبي في كل من الأوساط الأكاديمية ووسائل الإعلام إلى حد أن الإستشهادات بها علمياً أصبحت شبه معدومة. واجه نهج توينبي التاريخي وأسلوبه في التحليل الحضاري شكوكًا من المؤرخين الرئيسيين الذين اعتقدوا أنه يركز بشكل غير ضروري على الإلهية مما أدى إلى تدهور سمعته الأكاديمية، على الرغم من أن دراسة توينبي ظلت لبعض الوقت تحظى بشعبية خارج الأوساط الأكاديمية. رغم ذلك فقد تجدد الاهتمام بعمل توبيني بعد عقود من خلال نشر كتاب صراع الحضارات عام 1997 من قبل عالم السياسة صامويل هنتنجتون فقد نظر هنتنجتون إلى التاريخ البشري باعتباره تاريخ الحضارات على نطاق واسع وافترض أن العالم بعد نهاية الحرب الباردة سيكون متعدد الأقطاب من الحضارات الكبرى المتنافسة مقسمة على «خطوط الصدع».

### اليهود «كمجتمع إحفوري»
يحتوي المجلد الأول من الكتاب الذي كُتب في ثلاثينيات القرن العشرين، على مناقشة للثقافة اليهودية تبدأ بالجملة
لا تزال هناك حالة يمثل فيها ضحايا التمييز الديني مجتمعًا منقرضًا لا يعيش إلا كأحفورة... إلى حد بعيد، أبرزها اليهود هو أحد بقايا المجتمع السرياني الأحفوري.

كانت هذه الجملة محل جدل، وقد فسر بعض المراجعين وجهة النظر هذه على أنهه معادي للسامية خاصة بعد عام 1945. في الطبعات اللاحقة، تم إلحاق حاشية نصها
كتب السيد توينبي هذا الجزء من الكتاب قبل أن يفتح الاضطهاد النازي لليهود فصلاً جديدًا ومروعًا من القصة
تمت مناقشة الموضوع على نطاق واسع مع مداخلات من النقاد في المجلد الثاني عشر، وتم إعادة النظر في بعض الأفكار بعد النشر الثاني للعمل عام 1961.

### باللغة العربية
1. ↑  العربية، مصر. "مختصر دراسة للتاريخ.. أحدث إصدارات مكتبة الأسرة". مصر العربية. مؤرشف من الأصل في 2021-01-08. اطلع عليه بتاريخ 2021-01-08.
2. ↑  "كتاب مختصر دراسة للتاريخ تأليف أرنولد توينبى - 4 أجزاء (210 ج.م)". سوق أولكس. مؤرشف من الأصل في 2021-01-08. اطلع عليه بتاريخ 2021-01-08.

### بلغات أجنبية
1. ↑  Richard J. Evans (2000). In Defense of History. ص. 47. ISBN:9780393285475. مؤرشف من الأصل في 2021-01-08.
2. ↑  Brander، Bruce G. (1998). Staring into Chaos. Dallas, Texas: Spence Publishing Company. ص. 168. ISBN:978-0-9653208-5-6.
3. ↑  The Table of Contents for all the volumes is presented at this website A Study of History some volumes being given in greater detail than others. Selected portions of the text are also provided, as keyed to the Table of Contents. نسخة محفوظة 12 ديسمبر 2020 على موقع واي باك مشين.
4. ↑  This first abridgement by Somervell has been translated into Arabic, Danish, Dutch, Finnish, French, German, Gujarati, Hindi, Italian, Japanese, Norwegian, Portuguese, Serbo-Croat, Spanish, Swedish, and Urdu. William H. McNeill, Arnold J. Toynbee. A life (Oxford University, 1989), text at 285, note 5 [337].
5. ↑  Arnold J. Toynbee, A Study of History (Oxford University 1934–1961), 12 volumes, in volume V The Disintegration of Civilizations (Part One) (Oxford University 1939), at 58–194 (internal proletariats), and at 194–337 (external proletariats).
6. ↑  Toynbee, A Study of History (1934–1961), e.g., in volume VII Universal States, Universal Churches (Oxford University 1954), at 70–76, and in volume VIII Contacts between Civilizations in Space (Oxford University 1954) at 82–84 (referring to Islam, Christianity, Mahayana Buddhism, and Hinduism).
7. ↑  "The Evolution of Civilizations - An Introduction to Historical Analysis (1979)". مؤرشف من الأصل في 2020-11-08 – عبر Internet Archive.
8. ↑  Harry J Hogan in the foreword (p17) and Quigley in the conclusion (p416) to Carroll Quigley (1979). The evolution of civilizations: an introduction to historical analysis. Liberty Press. ISBN:978-0-913966-56-3. مؤرشف من الأصل في 2021-03-08. اطلع عليه بتاريخ 2013-05-26.
9. ↑  Toynbee and History: Critical Essays and Reviews (ط. 1956 Cloth). بوسطن: Extending Horizons Books, Porter Sargent Publishers. 1982-06. ISBN:0-87558-026-2. {{استشهاد بكتاب}}: تحقق من التاريخ في: |تاريخ= (مساعدة)
10. ↑  Wilkinson، David (Fall 1987). "Central Civilization". Comparative Civilizations Review. ج. 17. ص. 31–59. مؤرشف من الأصل في 2014-09-03.
11. ↑  McNeill، William H. (2009). The Rise of the West: A History of the Human Community (ط. 3rd). University of Chicago Press. ص. 295–359. ISBN:978-0-226-56141-7. مؤرشف من الأصل في 2014-07-10. اطلع عليه بتاريخ 2019-12-10.
12. ↑  McIntire، C. T.؛ Perry، Marvin، المحررون (1989). Toynbee: Reappraisals. مطبعة جامعة تورنتو  [لغات أخرى]‏.{{استشهاد بكتاب}}:  صيانة الاستشهاد: علامات ترقيم زائدة (link)
13. ↑  Perry، Marvin (1996). Arnold Toynbee and the Western Tradition. New York: Peter Lang  [لغات أخرى]‏. ISBN:978-0820426716.{{استشهاد بكتاب}}:  صيانة الاستشهاد: علامات ترقيم زائدة (link)
14. ↑  Kumar، Krishan (أكتوبر 2014). "The Return of Civilization—and of Arnold Toynbee?". Comparative Studies in Society and History. ج. 56 ع. 4: 815–843. DOI:10.1017/S0010417514000413. مؤرشف من الأصل في 2021-01-10.
15. ↑  A Study of History, Volume 1, Section VII, at 135–139.
16. ↑  Franz Borkenau, "Toynbee's Judgment of the Jews: Where the Historian Misread History", Commentary (May 1955).
17. ↑  Eliezer Berkovits, Judaism: Fossil or Ferment? (Philosophical Library, 1956).
18. ↑  Nathan Rotenstreich, "The Revival of the Fossil Remnant: Or Toynbee and Jewish Nationalism", Jewish Social Studies, Vol. 24, No. 3 (July 1962), pp. 131–143.
19. ↑  Abba Solomon Eban, "The Toynbee heresy: address delivered at the Israel", in Toynbee and History: Critical Essays and reviews, ed. by Ashley Montagu (Porter Sargent, 1956).
20. ↑  Oskar K. Rabinowicz, Arnold Toynbee on Judaism and Zionism: A Critique (W.H. Allen, 1974).

### قراءة مُعمقة
باللغة الإنكليزية 
- Costello, Paul. World Historians and Their Goals: Twentieth-Century Answers to Modernism (1993). Compares Toynbee with H. G. Wells, Oswald Spengler, Pitirim Sorokin, Christopher Dawson, Lewis Mumford, and William Hardy McNeill
- Hutton, Alexander. "‘A belated return for Christ?’: the reception of Arnold J. Toynbee's A Study of History in a British context, 1934–1961." European Review of History 21.3 (2014): 405-424.
- Lang, Michael. "Globalization and Global History in Toynbee," Journal of World History 22#4 Dec 2011 pp. 747–783 in project MUSE
- McIntire, C. T. and Marvin Perry, eds. Toynbee: Reappraisals (1989) 254pp
- McNeill, William H. Arnold J. Toynbee: a life (Oxford UP, 1989). The standard scholarly biography.
- Montagu, Ashley M. F., ed. Toynbee and History: Critical Essays and Reviews (1956) online edition نسخة محفوظة 11 فبراير 2009 على موقع واي باك مشين.
- Toynbee, Arnold J. A Study of History abridged edition by D. C. Somervell (2 vol 1947); 617pp online edition of vol 1, covering vol 1–6 of the original نسخة محفوظة 10 فبراير 2009 على موقع واي باك مشين.؛ A Study of History online edition